# Галерея Роберта Гуттманна
Галерея Роберта Гуттманна (чеськ. Galerie Roberta Guttmanna) — галерея у Празі та один з об'єктів Єврейського музею у Празі розташована у головному корпусі адміністрації музею із вступом із задньої сторони.
Галерея названа за відомим празьким наївним художником Робертом Гуттманном (1880-1942) була відкрита у 2001 році.
Виставковий простір площею більш ніж 80 квадратних метрів задовольняє всі вимоги для сучасної презентації мистецьких та музейних колекцій. Якісна можливість регуляції затемнення вікон та вступ через два вестибюлі забороняють прямому впливу зовнішнього середовища та дають змогу утримання стабільних оптимальних кліматичних умов галереї, яка може бути використана й на презентацію найчутливіших матерілів (пергамен, старі друки, збірка історичного текстилю). Освітлення також дає змогу презентувати історичні матеріали вкрай чутливі на світлове випромінювання.
Галерея приносить виставки ор’єнтовані на презентацію із колекцій та фондів музею, подій єврейського життя, переслідування чеських та моравських євреїв під час другої світової війни, єврейські пам’ятки в Чехії та Моравії та єврейську присутність у сучасному візуальному мистецтві.

## Виставка
Ярослав Рона – «Малюнки з подорожей...» (З 07 березня 2019 по 06 жовтня 2019).
Нова виставка художника Ярослава Рони (*1957), співзасновника найвизначнішого мистецького об'єднання генерації вісімдесятих років, групи «Впертих». Предметом виставки є сукупність Ронових «Малюнків з подорожей...» з 2012-2018 років, які нам пропонують можливість глибше вникнути у світ та уяви митця. У порівнянні із його старшими малюнками, на перший погляд здається, що його стиль та тематична галузь діяльності не дуже змінилися. Але є тут і відмінності: його малюнки з останнього часу менше присвячені космології та загальним темам, проте більше розповідають, збільшилось у них конструкції, нових тем, а час від часу й гумору. «Малюнки з подорожей...» зароджуються у більшості на подорожах, де митець не може малювати і де малюнки стають єдиним засобом збереження його втіх та уяв. Рона свої малюнки завжди підписує та датує і часто позначає місцем створення, так що водночас створює якийсь щоденник. Багато з малюнків створено на подорожах у Середньоземномор’я, на міфічних островах Мальта, Крит, Родос або Корфу, у старій Венеції, Мілано або Амстердамі, інші знов у Відні або Будапешті. Ці місця безперечно своїми пам’ятками, легендами та історією автора також інспірували, проте виходять з уяви митця, його неспокійних снів та темних видінь. Появляються самі по собі, без ясного задуму, тільки під тиском потреби викрити прихований світ власної фантазії за допомоги олівця та авторучки.

## Інформація для туристів
- Можна відвідати самостійно, окремий квиток— ціна: 50 крон, для студентів 30 крон, або як складову частину екскурсії «Єврейський музей у Празі» та «Празьке єврейське місто»,
- Безбар’єрний доступ: так (вступ через адміністративну будівлю музею).